# Copa do Nordeste
La Copa do Nordeste de Futebol ou Nordestão (en français : Coupe du Nord-Est de football), est une compétition brésilienne de football organisée par la Confédération brésilienne de football (CBF). Cette compétition regroupe les plus grandes équipes des États du nord-est du Brésil. La première édition est organisée en décembre 1994.

## Histoire
La première édition est organisée par la Fédération de l'Alagoas de football en décembre 1994 (it), où le Sport Club do Recife remporte la première finale aux tirs au but face au Clube de Regatas Brasil,,. À partir de l'édition Copa do Nordeste 1997 (it), la compétition est organisée par la Confédération brésilienne de football et le vainqueur participe à la Copa CONMEBOL jusqu'en 1999 (de),. L'Esporte Clube Vitória remporte la deuxième édition face à leur rival, l'Esporte Clube Bahia. Puis de 2000 à 2002, le vainqueur se qualifie à la Copa dos Campeões.
Le tournoi est annulé en 2004 par la CBF en raison du manque de dates dans le calendrier annuel. Un accord est conclu entre la CBF et les clubs du Nordeste début 2010 pour le retour du championnat. Cet accord est accepté et, par conséquent, la coupe fait son retour le 9 juin 2010.
Après deux années sans compétition, le 13 septembre 2012, la CBF officialise le retour de la compétition pour l'année suivante,. Entre 2014 et 2016, le vainqueur participe à la Copa Sudamericana,. À partir de l'édition 2015 (pt), les clubs de la Fédération du Maranhão de football et de la Fédération du Piauí de football (pt) intègrent la compétition. Depuis l'édition 2017 (pt), le vainqueur de la coupe se qualifie à la Copa do Brasil,.

## Organisation

### Déroulement de la compétition
À partir de l'édition 2019 (pt), la formule de la Copa do Nordeste se présente ainsi :
- Un tour préliminaire se déroulent en un seul match, concernant huit équipes. Les quatre vainqueurs se qualifient pour la « phase de groupes »[14].
- Une phase de groupes, qui constitue le tour principal de la compétition et réunit 16 équipes réparties en deux groupes de huit. Au sein de chaque groupe toutes les équipes disputent huit rencontres. Les quatre premiers de chaque groupe se qualifient pour les quarts de finale.
- Une phase à élimination directe se déroulent en un seul match, des quarts de finale aux demi-finales.
- Une finale en matchs aller-retour. La finale retour a lieu sur le terrain de la meilleure équipe de la compétition[15],[16].

### Équipes participantes
La Fédération de Bahia de football et la Fédération du Pernambouc de football (pt) ont trois clubs qui se qualifie pour la compétition, dont le champion régional. Puis la Fédération de l'Alagoas de football, la Fédération du Ceará de football, la Fédération du Maranhão de football, la Fédération de Paraíba de football, la Fédération du Piauí de football (pt), la Fédération du Rio Grande do Norte de football (pt) et la Fédération du Sergipe de football (pt) ont deux clubs qui se qualifie pour la compétition, dont le champion régional,.
| Rang 2020 | Fédération               | Points 2020 | Places en CN | Places en CN |
| Rang 2020 | Fédération               | Points 2020 | PG           | TP           |
| --------- | ------------------------ | ----------- | ------------ | ------------ |
| 1         | Bahia                    | 21,631      | 2            | 1            |
| 2         | Pernambouc (pt)          | 19,369      | 2            | 1            |
| 3         | Ceará                    | 16,853      | 1            | 1            |
| 4         | Alagoas                  | 11,986      | 1            | 1            |
| 5         | Maranhão                 | 7,643       | 1            | 1            |
| 6         | Rio Grande do Norte (pt) | 6,801       | 1            | 1            |
| 7         | Paraíba                  | 5,313       | 1            | 1            |
| 8         | Sergipe (pt)             | 4,128       | 1            | 1            |
| 9         | Piauí (pt)               | 2,573       | 1            | 1            |

## Palmarès

### Par édition
Palmarès de la Copa do Nordeste,.
| Année     | Vainqueur         | Score                   | Finaliste           |
| 1994      | Sport Recife      | 0 - 0 (3 − 2) tab       | CRB                 |
| 1995-1996 | Non disputée      | Non disputée            | Non disputée        |
| 1997      | EC Vitória        | 3 - 0 1 - 2             | EC Bahia            |
| 1998      | América de Natal  | 1 - 2 3 - 1             | EC Vitória          |
| 1999      | EC Vitória (2)    | 2 - 0 0 - 1             | EC Bahia            |
| 2000      | Sport Recife (2)  | 2 - 2 2 - 2             | EC Vitória          |
| 2001      | EC Bahia          | 3 - 1                   | Sport Recife        |
| 2002      | EC Bahia (2)      | 3 - 1 2 - 2             | EC Vitória          |
| 2003      | EC Vitória (3)    | 1 - 1 0 - 0             | Fluminense de Feira |
| 2004-2009 | Non disputée      | Non disputée            | Non disputée        |
| 2010      | EC Vitória (4)    | 2 - 1                   | ABC                 |
| 2011-2012 | Non disputée      | Non disputée            | Non disputée        |
| 2013      | Campinense Clube  | 2 - 1 2 - 0             | ASA                 |
| 2014      | Sport Recife (3)  | 2 - 0 1 - 1             | Ceará SC            |
| 2015      | Ceará SC          | 1 - 0 2 - 1             | EC Bahia            |
| 2016      | Santa Cruz FC     | 2 - 1 1 - 1             | Campinense Clube    |
| 2017      | EC Bahia (3)      | 1 - 1 1 - 0             | Sport Recife        |
| 2018      | Sampaio Corrêa FC | 1 - 0 0 - 0             | EC Bahia            |
| 2019      | Fortaleza EC      | 1 - 0 1 - 0             | Botafogo FC         |
| 2020      | Ceará SC (2)      | 3 - 1 1 - 0             | EC Bahia            |
| 2021      | EC Bahia (4)      | 0 - 1 2 - 1 (4 − 2) tab | Ceará SC            |
| 2022      | Fortaleza EC (2)  | 1 - 1 1 - 0             | Sport Recife        |
| 2023      | Ceará SC (3)      | 2 - 1 0 - 1 (4 − 2) tab | Sport Recife        |
| 2024      | Fortaleza EC (3)  | 2 - 0 0 - 2 (5 − 4) tab | CRB                 |

### Palmarès individuel
| Édition | Meilleur(s) buteur(s)                        | Entraîneur vainqueur    |
| ------- | -------------------------------------------- | ----------------------- |
| 1994    | Fábio (5)                                    | Givanildo Oliveira (pt) |
| 1997    | Nildo (pt) (6)                               | Arturzinho (pt)         |
| 1998    | Paulinho Kobayashi (pt) (9)                  | Arturzinho (pt)         |
| 1999    | Uéslei (10)                                  | Ricardo Gomes           |
| 2000    | Leonardo, Pedro Costa (pt) (6)               | Celso Roth (pt)         |
| 2001    | Kuki (pt) (12)                               | Evaristo de Macedo      |
| 2002    | Sérgio Alves (pt) (13)                       | Bobô (pt)               |
| 2003    | Nádson (5)                                   | Joel Santana            |
| 2010    | Cristiano Alagoano (10)                      | Ricardo Silva (pt)      |
| 2013    | Marcelo Nicácio (pt), Rodrigo Silva (pt) (5) | Oliveira Canindé (pt)   |
| 2014    | Magno Alves (8)                              | Eduardo Baptista (pt)   |
| 2015    | Max (pt) (6)                                 | Paulo Silas             |
| 2016    | Rodrigão (pt) (9)                            | Milton Mendes           |
| 2017    | Régis (pt) (6)                               | Guto Ferreira (pt)      |
| 2018    | Arthur Cabral, Yago (pt) (5)                 | Roberto Fonseca (pt)    |
| 2019    | Gilberto, Júnior Santos (8)                  | Rogério Ceni            |
| 2020    | Vinícius (pt) (5)                            | Guto Ferreira (pt)      |
| 2021    | Gilberto (8)                                 | Dado Cavalcanti (pt)    |

### Bilan par club
| Rang | Équipe              | Vainqueur | Finaliste | Troisième | Quatrième | Édition(s) gagnée(s)     | Participations |
| ---- | ------------------- | --------- | --------- | --------- | --------- | ------------------------ | -------------- |
| 1    | EC Bahia            | 4         | 5         | 3         | 0         | 2001, 2002, 2017 et 2021 | 17             |
| 2    | EC Vitória          | 4         | 3         | 1         | 2         | 1997, 1999, 2003 et 2010 | 17             |
| 3    | Sport Recife        | 3         | 2         | 1         | 3         | 1994, 2000 et 2014       | 14             |
| 4    | Ceará SC            | 3         | 2         | 1         | 2         | 2015, 2020, 2023         | 16             |
| 5    | Fortaleza EC        | 3         | 0         | 3         | 1         | 2019, 2022, 2024         | 13             |
| 6    | Campinense Clube    | 1         | 1         | 0         | 0         | 2013                     | 7              |
| 7    | Santa Cruz FC       | 1         | 0         | 1         | 3         | 2016                     | 13             |
| 8    | América de Natal    | 1         | 0         | 1         | 1         | 1998                     | 16             |
| 9    | Sampaio Corrêa FC   | 1         | 0         | 0         | 0         | 2018                     | 7              |
| 10   | ABC                 | 0         | 1         | 2         | 0         | -                        | 16             |
| 11   | Botafogo FC         | 0         | 1         | 0         | 1         | -                        | 17             |
| 12   | CRB                 | 0         | 1         | 0         | 0         | -                        | 17             |
| 13   | Fluminense de Feira | 0         | 1         | 0         | 0         | -                        | 7              |
| 14   | ASA                 | 0         | 1         | 0         | 0         | -                        | 2              |
| 15   | Clube Náutico       | 0         | 0         | 3         | 0         | -                        | 12             |
| 16   | CSA                 | 0         | 0         | 1         | 1         | -                        | 15             |
| 17   | CS Sergipe          | 0         | 0         | 1         | 0         | -                        | 11             |
| 18   | AD Confiança        | 0         | 0         | 0         | 1         | -                        | 13             |
| 19   | Treze FC            | 0         | 0         | 0         | 1         | -                        | 9              |
| 20   | EC Cruzeiro (pt)    | 0         | 0         | 0         | 1         | -                        | 1              |
| 21   | EC Poções           | 0         | 0         | 0         | 1         | -                        | 1              |

### Bilan par État
| Rang | État                      | Vainqueur | Finaliste | Troisième | Quatrième | Édition(s) gagnée(s)                             |
| ---- | ------------------------- | --------- | --------- | --------- | --------- | ------------------------------------------------ |
| 1    | Bahia (FBF)               | 8         | 9         | 4         | 3         | 1997, 1999, 2001, 2002, 2003, 2010, 2017 et 2021 |
| 2    | Pernambouc (FPF)          | 4         | 2         | 5         | 6         | 1994, 2000, 2014 et 2016                         |
| 3    | Ceará (FCF)               | 3         | 2         | 4         | 3         | 2015, 2019 et 2020                               |
| 4    | Paraíba (FPF)             | 1         | 2         | 0         | 2         | 2013                                             |
| 5    | Rio Grande do Norte (FNF) | 1         | 1         | 3         | 1         | 1998                                             |
| 6    | Maranhão (FMF)            | 1         | 0         | 0         | 0         | 2018                                             |
| 7    | Alagoas (FAF)             | 0         | 2         | 1         | 2         | -                                                |
| 8    | Sergipe (FSF)             | 0         | 0         | 1         | 1         | -                                                |
| 9    | Piauí (FFP)               | 0         | 0         | 0         | 0         | -                                                |